# Campeonato Mundial de Ciclismo em Pista - Perseguição por equipes masculino
O Campeonato Mundial de Ciclismo em Pista - Perseguição por equipes masculino é uma competição de perseguição por equipes realizada anualmente pela União Ciclística Internacional (UCI) como parte do Campeonato Mundial de Ciclismo em Pista.

## Medalhistas

### Perseguição por equipes (Amador)
Em 1984, 1988 e 1992, os campeonatos mundiais de perseguição por equipes "amadores" são substituídos pelos Jogos Olímpicos que concedem medalhas olímpicas, mas também o título de campeão e a camisa arco-íris.
| Evento | Ouro                                                                                             | Prata | Bronze                                                                                         |
| ------ | ------------------------------------------------------------------------------------------------ | --- | ---------------------------------------------------------------------------------------------- |
| 1962   | Alemanha Ocidental · Ehrenfried Rudolph · Bernd Rohr · Klaus May · Lothar Claesges               | Dinamarca · Deut Hansen · Preben Isaksson · Kaj E. Jensen · Kurt Vid-Stein                                       | União Soviética · Arnold Belgardt · Leonid Kolumbet · Stanislav Moskvin · Viktor Romanov       |
| 1963   | União Soviética · Arnold Belgardt · Sergey Teretschenkov · Stanislav Moskvin · Viktor Romanov    | Alemanha Ocidental · Lothar Claesges · Clemens Grossimlinghaus · Karl-Heinz Henrichs · Ernst Streng              | Dinamarca · Deut Hansen · Preben Isaksson · Leif Larsen Kurt · Vid-Stein                       |
| 1964   | Alemanha Ocidental · Lothar Claesges · Karl Link · Karl-Heinz Henrichs · Ernst Streng            | Itália · Attilio Benfatto · Vincenzo Mantovani · Carlo Rancati · Franco Testa                                    | União Soviética · Arnold Belgardt · Leonid Kolumbet · Stanislav Moskvin · Sergey Teretschenkov |
| 1965   | União Soviética · Stanislav Moskvin · Sergey Teretschenkov · Mikhail Kolyuschev · Leonid Vukolov | Itália · Cipriano Chemello · Vincenzo Mantovani · Aroldo Spadoni · Luigi Roncaglia                               | Tchecoslováquia · Jiří Daler · Milan Puzrla · Frantisek Rezak · Milos Jelinek                  |
| 1966   | Itália · Cipriano Chemello · Antonio Castello · Luigi Roncaglia · Gino Pancini                   | Alemanha Ocidental · Karl-Heinz Henrichs · Herbert Honz · Jürgen Kissner · Karl Link                             | Tchecoslováquia · Jiří Daler · Milan Puzrla · Frantisek Rezak · Milos Jelinek                  |
| 1967   | União Soviética · Stanislav Moskvin · Mikhail Kolyuschev · Viktor Bykov · Dzintars Latsis        | Itália · Cipriano Chemello · Antonio Castello · Luigi Roncaglia · Gino Pancini                                   | Alemanha Ocidental · Karl-Heinz Henrichs · Rainer Podlesch · Jürgen Kissner · Karl Link        |
| 1968   | Itália · Cipriano Chemello · Lorenzo Bosisio · Giorgio Morbiato · Luigi Roncaglia                | Argentina · Carlos Alvarez Seidanes · Juan Alves Gordon · Ernesto Contreras Vasquez · Juan-Alberto Merlos Toledo | Suécia · Erik Pettersson · Tomas Pettersson · Gösta Pettersson · Josef Ripfel                  |
| 1969   | União Soviética · Stanislav Moskvin · Vladimir Kuznetzov · Viktor Bykov · Sergey Kuskov          | Itália · Pietro Algeri · Giacomo Bazzan · Giorgio Morbiato · Antonio Castello                                    | França · Claude Buchon · Bernard Darmet · René Grignon · Daniel Rebillard                      |
| 1970   | Alemanha Ocidental · Günter Haritz · Peter Vonhof · Hans Lutz · Günther Schumacher               | Alemanha Oriental · Thomas Huschke · Heinz Richter · Herbert Richter · Manfred Ulbricht                          | União Soviética · Stanislav Moskvin · Vladimir Kuznetzov · Viktor Bykov · Vladimir Semenets    |
| 1971   | Itália · Pietro Algeri · Giacomo Bazzan · Giorgio Morbiato · Luciano Borgognoni                  | Alemanha Oriental · Thomas Huschke · Heinz Richter · Herbert Richter · Uwe Unterwalder                           | Alemanha Ocidental · Günter Haritz · Udo Hempel · Peter Vonhof · Jürgen Colombo                |
| 1972   | Não disputado por causa dos Jogos Olímpicos                                                      | Não disputado por causa dos Jogos Olímpicos                                                                      | Não disputado por causa dos Jogos Olímpicos                                                    |
| 1973   | Alemanha Ocidental · Günther Schumacher · Peter Vonhof · Hans Lutz · Günter Haritz               | Reino Unido · Michael Bennett · Richard Evans · Ian Hallam · William Moore                                       | Países Baixos · Gerrie Fens · Peter Nieuwenhuis · Herman Ponsteen · Roy Schuiten               |
| 1974   | Alemanha Ocidental · Günther Schumacher · Peter Vonhof · Hans Lutz · Dietrich Thurau             | Alemanha Oriental · Thomas Huschke · Heinz Richter · Uwe Unterwalder · Klaus-Jürgen Grünke                       | Tchecoslováquia · Jaremir Dolezal · Petrnek Kocek · Michal Klasa · Milan Puzrla                |
| 1975   | Alemanha Ocidental · Günther Schumacher · Peter Vonhof · Hans Lutz · Gregor Braun                | União Soviética · Vladimir Osokin · Vitali Petrakov · Viktor Sokolov · Alexandre Perov                           | Alemanha Oriental · Norbert Dürpisch · Thomas Huschke · Uwe Unterwalder · Klaus-Jürgen Grünke  |
| 1976   | Não disputado por causa dos Jogos Olímpicos                                                      | Não disputado por causa dos Jogos Olímpicos                                                                      | Não disputado por causa dos Jogos Olímpicos                                                    |
| 1977   | Alemanha Oriental · Norbert Dürpisch · Gerald Mortag · Matthias Wiegand · Volker Winkler         | Alemanha Ocidental · Günther Schumacher · Peter Vonhof · Hans Lutz · Henry Rincklin                              | Suíça · Robert Dill-Bundi · Daniel Gisiger · Hans Kaenel · Walter Baumgartner                  |
| 1978   | Alemanha Oriental · Uwe Unterwalder · Gerald Mortag · Matthias Wiegand · Volker Winkler          | União Soviética · Vladimir Osokin · Vassili Ehrlich · Vitali Petrakov · Igor Pilipenko                           | Suíça · Robert Dill-Bundi · Urs Freuler · Hans Kaenel · Walter Baumgartner                     |
| 1979   | Alemanha Oriental · Lutz Haueisen · Gerald Mortag · Axel Grosser · Volker Winkler                | União Soviética · Viktor Manakov · Vassili Ehrlich · Vladimir Osokin · Vitali Petrakov                           | Itália · Maurizio Bidinost · Pierangelo Bincoletto · Silvestro Milani · Sandro Callari         |
| 1980   | Não disputado por causa dos Jogos Olímpicos                                                      | Não disputado por causa dos Jogos Olímpicos                                                                      | Não disputado por causa dos Jogos Olímpicos                                                    |
| 1981   | Alemanha Oriental · Detlef Macha · Bernd Dittert · Axel Grosser · Volker Winkler                 | União Soviética · Alexandr Krasnov · Viktor Manakov · Alexandre Kulikov · Nikolai Kuznetzov                      | Tchecoslováquia · Martin Penc · Aleš Trčka · Frantisek Rabon · Jiri Pokorny                    |
| 1982   | União Soviética · Konstantin Khrabvzov · Alexandr Krasnov · Valeri Movchan · Sergey Nikitenko    | Alemanha Ocidental · Roland Günther · Gerhard Strittmatter · Axel Bokeloh · Michael Marx                         | Alemanha Oriental · Detlef Macha · Mario Hernig · Gerald Buder · Volker Winkler                |
| 1983   | Alemanha Ocidental · Rolf Gölz · Roland Günther · Gerhard Strittmatter · Michael Marx            | Alemanha Oriental · Carsten Wolf · Mario Hernig · Bernd Dittert · Hans-Joachim Pohl                              | Tchecoslováquia · Pavel Soukup · Aleš Trčka · Frantisek Rabon · Robert Sterba                  |
| 1984   | Não disputado por causa dos Jogos Olímpicos                                                      | Não disputado por causa dos Jogos Olímpicos                                                                      | Não disputado por causa dos Jogos Olímpicos                                                    |
| 1985   | Itália · Roberto Amadio · Massimo Brunelli · Gianpaolo Grisondi · Silvio Martinello              | Polónia · Ryszard Davidowicz · Marian Turowski · Leszek Stepniewski · Andrzej Sikorski                           | União Soviética · Viatcheslav Ekimov · Alexandr Krasnov · Marat Ganeev · Vassili Schpundov     |
| 1986   | Tchecoslováquia · Pavel Soukup · Aleš Trčka · Svatopluk Buchta · Teodor Cerny                    | Alemanha Oriental · Steffen Blochwitz · Dirk Meier · Bernd Dittert · Roland Hennig                               | União Soviética · Viatcheslav Ekimov · Alexandr Krasnov · Viktor Manakov · Sergey Khmelinin    |
| 1987   | União Soviética · Viatcheslav Ekimov · Alexandr Krasnov · Viktor Manakov · Sergey Khmelinin      | Alemanha Oriental · Steffen Blochwitz · Dirk Meier · Carsten Wolf · Roland Hennig                                | Tchecoslováquia · Pavel Soukup · Miroslav Kundera · Svatopluk Buchta · Miroslav Junec          |
| 1988   | Não disputado por causa dos Jogos Olímpicos                                                      | Não disputado por causa dos Jogos Olímpicos                                                                      | Não disputado por causa dos Jogos Olímpicos                                                    |
| 1989   | Alemanha Oriental · Steffen Blochwitz · Carsten Wolf · Thomas Liese · Guido Fulst                | União Soviética · Viatcheslav Ekimov · Evgueni Berzin · Dmitri Nelyubin · Michail Orlov                          | Itália · Marco Villa · Giovanni Lombardi · Ivan Cerioli · David Solari                         |
| 1990   | União Soviética · Valeri Baturo · Evgueni Berzin · Dmitri Nelyubin · Alexandr Gontchenkov        | Alemanha · Michael Glöckner · Stefan Steinweg · Erik Weispfennig · Andreas Walzer                                | Austrália · Brett Aitken · Stephen Mcglede · Darren Winter · Mark Kingsland                    |
| 1991   | Alemanha · Michael Glöckner · Stefan Steinweg · Jens Lehmann · Andreas Walzer                    | União Soviética · Evgueni Berzin · Vladislav Bobrik · Vadim Kravtchenko · Dmitri Nelyubin                        | Austrália · Brett Aitken · Stephen Mcglede · Shawn O'Brien · Stuart O'Grady                    |
| 1992   | Não disputado por causa dos Jogos Olímpicos                                                      | Não disputado por causa dos Jogos Olímpicos                                                                      | Não disputado por causa dos Jogos Olímpicos                                                    |

### Perseguição por equipes (Profissional)
| Evento | Ouro | Prata | Bronze                                                                                                   |
| ------ | --- | --- | --- |
| 1993   | Austrália · Brett Aitken · Tim O'Shannessey · Billy Shearsby · Stuart O'Grady                                    | Alemanha · Guido Fulst · Andreas Bach · Jens Lehmann · Torsten Schmidt                                        | Dinamarca · Jimmi Madsen · Klaus-Kynde Nielsen · Jan Bo Petersen · Lars-Otto Olsen                       |
| 1994   | Alemanha · Guido Fulst · Andreas Bach · Jens Lehmann · Danilo Hondo                                              | Estados Unidos · Carl Sundquist · Dirk Copeland · Mariano Friedick · Adam Laurent                             | Austrália · Brett Aitken · Tim O'Shannessey · Rodney McGee · Stuart O'Grady                              |
| 1995   | Austrália · Bradley McGee · Tim O'Shannessey · Rodney McGee · Stuart O'Grady                                     | Ucrânia · Alexander Simonenko · Sergiy Matveyev · Bogdan Bondariew · Dimitri Tolstenkov                       | Estados Unidos · Conrad Zach · Dirk Copeland · Mariano Friedick · Matt Hamon                             |
| 1996   | Itália · Andrea Collinelli · Adler Capelli · Cristiano Citton · Mauro Trentini                                   | França · Philippe Ermenault · Jean-Michel Monin · Francis Moreau · Cyril Bos                                  | Alemanha · Guido Fulst · Thorsten Rund · Heiko Szonn · Danilo Hondo                                      |
| 1997   | Itália · Andrea Collinelli · Adler Capelli · Cristiano Citton · Mario Benetton                                   | Ucrânia · Alexander Simonenko · Sergiy Matveyev · Alexander Fedenko · Oleksandr Klymenko                      | França · Philippe Ermenault · Jérôme Neuville · Carlos Da Cruz · Franck Perque                           |
| 1998   | Ucrânia · Alexander Simonenko · Sergiy Matveyev · Alexander Fedenko · Ruslan Pidgornyy                           | Alemanha · Guido Fulst · Robert Bartko · Daniel Becke · Christian Lademann                                    | Itália · Andrea Collinelli · Adler Capelli · Cristiano Citton · Mario Benetton                           |
| 1999   | Alemanha · Guido Fulst · Robert Bartko · Daniel Becke · Jens Lehmann                                             | França · Philippe Ermenault · Jérôme Neuville · Francis Moreau · Cyril Bos                                    | Rússia · Eduard Gritsun · Alexei Markov · Vladislav Borisov · Denis Smyslov                              |
| 2000   | Alemanha · Guido Fulst · Sebastian Siedler · Daniel Becke · Jens Lehmann                                         | Reino Unido · Paul Manning · Bradley Wiggins · Chris Newton · Jonathan Clay                                   | França · Damien Pommereau · Jérôme Neuville · Philippe Gaumont · Cyril Bos                               |
| 2001   | Ucrânia · Alexander Simonenko · Sergey Tscherniowsky · Alexander Fedenko · Lyubomyr Polatayko                    | Reino Unido · Paul Manning · Bradley Wiggins · Chris Newton · Bryan Steel                                     | Alemanha · Guido Fulst · Sebastian Siedler · Christian Bach · Jens Lehmann                               |
| 2002   | Austrália · Peter Dawson · Brett Lancaster · Stephen Wooldridge · Luke Roberts                                   | Alemanha · Guido Fulst · Sebastian Siedler · Christian Bach · Jens Lehmann                                    | Reino Unido · Paul Manning · Bradley Wiggins · Chris Newton · Bryan Steel                                |
| 2003   | Austrália · Graeme Brown · Peter Dawson · Brett Lancaster · Luke Roberts                                         | Reino Unido · Robert Hayles · Paul Manning · Bryan Steel · Bradley Wiggins                                    | França · Fabien Merciris · Jérôme Neuville · Franck Perque · Fabien Sanchez                              |
| 2004   | Austrália · Peter Dawson · Ashley Hutchinson · Luke Roberts · Stephen Wooldridge                                 | Reino Unido · Robert Hayles · Paul Manning · Chris Newton · Bryan Steel                                       | Espanha · Carlos Castaño Panadero · Sergi Escobar · Asier Maeztu · Carlos Torrent                        |
| 2005   | Reino Unido · Steve Cummings · Rob Hayles · Paul Manning · Chris Newton                                          | Países Baixos · Levi Heimans · Jens Mouris · Peter Schep · Niki Terpstra                                      | Austrália · Matthew Goss · Ashley Hutchinson · Mark Jamieson · Stephen Wooldridge                        |
| 2006   | Austrália · Peter Dawson · Matthew Goss · Mark Jamieson · Stephen Wooldridge                                     | Reino Unido · Steve Cummings · Robert Hayles · Paul Manning · Geraint Thomas                                  | Ucrânia · Volodymyr Dyudya · Roman Kononenko · Maxim Polischuk · Lyubomyr Polatayko                      |
| 2007   | Reino Unido · Edward Clancy · Geraint Thomas · Paul Manning · Bradley Wiggins                                    | Ucrânia · Roman Kononenko · Lyubomyr Polatayko · Maxim Polischuk · Vitaly Shchedov                            | Dinamarca · Casper Jørgensen · Jens-Erik Madsen · Michael Mørkøv · Alex Rasmussen                        |
| 2008   | Reino Unido · Edward Clancy · Bradley Wiggins · Paul Manning · Geraint Thomas                                    | Dinamarca · Michael Færk Christensen · Alex Rasmussen · Jens-Erik Madsen · Casper Jørgensen                   | Austrália · Graeme Brown · Luke Roberts · Bradley McGee · Mark Jamieson                                  |
| 2009   | Dinamarca · Michael Færk Christensen · Alex Rasmussen · Jens-Erik Madsen · Casper Jørgensen                      | Austrália · Jack Bobridge · Rohan Dennis · Leigh Howard · Cameron Meyer                                       | Nova Zelândia · Westley Gough · Peter Latham · Marc Ryan · Jesse Sergent                                 |
| 2010   | Austrália · Jack Bobridge · Michael Hepburn · Leigh Howard · Cameron Meyer                                       | Reino Unido · Edward Clancy · Steven Burke · Ben Swift · Andrew Tennant                                       | Nova Zelândia · Westley Gough · Peter Latham · Sam Bewley · Jesse Sergent                                |
| 2011   | Austrália · Jack Bobridge · Michael Hepburn · Rohan Dennis · Luke Durbridge                                      | Rússia · Alexey Markov · Evgueni Kovalev · Ivan Kovalev · Alexander Serov                                     | Reino Unido · Samuel Harrison · Steven Burke · Peter Kennaugh · Andrew Tennant                           |
| 2012   | Reino Unido · Edward Clancy · Steven Burke · Peter Kennaugh · Geraint Thomas                                     | Austrália · Glenn O'Shea · Jack Bobridge · Rohan Dennis · Michael Hepburn                                     | Nova Zelândia · Aaron Gate · Sam Bewley · Westley Gough · Marc Ryan                                      |
| 2013   | Austrália · Glenn O'Shea · Alexander Edmondson · Michael Hepburn · Alexander Morgan                              | Reino Unido · Steven Burke · Edward Clancy · Samuel Harrison · Andrew Tennant                                 | Dinamarca · Lasse Norman Hansen · Casper von Folsach · Mathias Møller Nielsen · Rasmus Christian Quaade  |
| 2014   | Austrália · Luke Davison · Glenn O'Shea · Alexander Edmondson · Mitchell Mulhern                                 | Dinamarca · Casper von Folsach · Lasse Norman Hansen · Rasmus Christian Quaade · Alex Rasmussen               | Nova Zelândia · Aaron Gate · Pieter Bulling · Dylan Kennett · Marc Ryan                                  |
| 2015   | Nova Zelândia · Alex Frame · Pieter Bulling · Dylan Kennett · Regan Gough · Marc Ryan                            | Reino Unido · Edward Clancy · Steven Burke · Owain Doull · Geraint Thomas                                     | Austrália · Miles Scotson · Alexander Edmondson · Luke Davison · Jack Bobridge                           |
| 2016   | Austrália · Sam Welsford · Michael Hepburn · Callum Scotson · Miles Scotson · Alexander Porter · Luke Davison    | Reino Unido · Jonathan Dibben · Edward Clancy · Owain Doull · Bradley Wiggins · Steven Burke · Andrew Tennant | Dinamarca · Lasse Norman Hansen · Niklas Larsen · Frederik Madsen · Casper von Folsach · Rasmus Quaade   |
| 2017   | Austrália · Sam Welsford · Cameron Meyer · Alexander Porter · Nicholas Yallouris · Kelland O'Brien · Rohan Wight | Nova Zelândia · Regan Gough · Pieter Bulling · Dylan Kennett · Nick Kergozou                                  | Itália · Simone Consonni · Liam Bertazzo · Filippo Ganna · Francesco Lamon · Michele Scartezzini         |
| 2018   | Reino Unido · Edward Clancy · Kian Emadi · Ethan Hayter · Charlie Tanfield                                       | Dinamarca · Niklas Larsen · Julius Johansen · Frederik Madsen · Casper Von Folsach                            | Itália · Simone Consonni · Liam Bertazzo · Filippo Ganna · Francesco Lamon                               |
| 2019   | Austrália · Sam Welsford · Kelland O'Brien · Alexander Porter · Leigh Howard · Cameron Scott                     | Reino Unido · Ethan Hayter · Edward Clancy · Kian Emadi · Charlie Tanfield · Oliver Wood                      | Dinamarca · Lasse Norman Hansen · Julius Johansen · Rasmus Pedersen · Casper von Folsach · Niklas Larsen |
| 2020   | Dinamarca · Lasse Norman Hansen · Julius Johansen · Frederik Madsen · Rasmus Pedersen                            | Nova Zelândia · Campbell Stewart · Corbin Strong · Aaron Gate · Jordan Kerby · Regan Gough                    | Itália · Simone Consonni · Filippo Ganna · Francesco Lamon · Jonathan Milan · Michele Scartezzini        |

## Recordes
| #  | Ciclista           | País               | Medalha de ouro | Medalha de prata | Medalha de bronze | Total |
| -- | ------------------ | ------------------ | --------------- | ---------------- | ----------------- | ----- |
| 1  | Guido Fulst        | Alemanha           | 4               | 3                | 2                 | 9     |
| 2  | Peter Vonhof       | Alemanha Ocidental | 4               | 1                | 1                 | 6     |
| 3  | Hans Lutz          | Alemanha Ocidental | 4               | 1                | 0                 | 5     |
| -  | Günther Schumacher | Alemanha Ocidental | 4               | 1                | 0                 | 5     |
| 5  | Stanislav Moskvin  | União Soviética    | 4               | 0                | 3                 | 7     |
| 6  | Volker Winkler     | Alemanha Oriental  | 4               | 0                | 1                 | 5     |
| 7  | Peter Dawson       | Austrália          | 4               | 0                | 0                 | 4     |
| 8  | Paul Manning       | Reino Unido        | 3               | 5                | 1                 | 9     |
| 9  | Edward Clancy      | Reino Unido        | 3               | 3                | 0                 | 6     |
| 10 | Jens Lehmann       | Alemanha           | 3               | 2                | 1                 | 6     |

| #  | País               | Medalha de ouro | Medalha de prata | Medalha de bronze | Total |
| -- | ------------------ | --------------- | ---------------- | ----------------- | ----- |
| 1  | Alemanha **        | 16              | 13               | 9                 | 38    |
| 2  | Austrália          | 13              | 2                | 6                 | 21    |
| 3  | União Soviética*** | 7               | 6                | 5                 | 18    |
| 4  | Itália             | 6               | 4                | 6                 | 16    |
| 5  | Reino Unido        | 5               | 11               | 2                 | 18    |
| 6  | Dinamarca          | 2               | 3                | 6                 | 11    |
| 7  | Ucrânia            | 2               | 3                | 1                 | 6     |
| 8  | Nova Zelândia      | 1               | 2                | 4                 | 7     |
| 9  | Tchecoslováquia    | 1               | 0                | 6                 | 7     |
| 10 | França             | 0               | 2                | 4                 | 6     |
| 11 | Estados Unidos     | 0               | 1                | 1                 | 2     |
| 11 | Países Baixos      | 0               | 1                | 1                 | 2     |
| 11 | Rússia             | 0               | 1                | 1                 | 2     |
| 14 | Argentina          | 0               | 1                | 0                 | 1     |
| 15 | Suíça              | 0               | 0                | 2                 | 2     |
| 16 | Espanha            | 0               | 0                | 1                 | 1     |
| 16 | Suécia             | 0               | 0                | 1                 | 1     |

** Incluindo a RFA e da RDA.

***A equipe da URSS inclui os ciclistas russos, ucranianos, bálticos, bielorrussos e ciclistas das repúblicas da Ásia Central.